# Die Maultrommel
Die Maultrommel war eine kleine künstlerische Gruppe in München um 1898.

## Geschichte

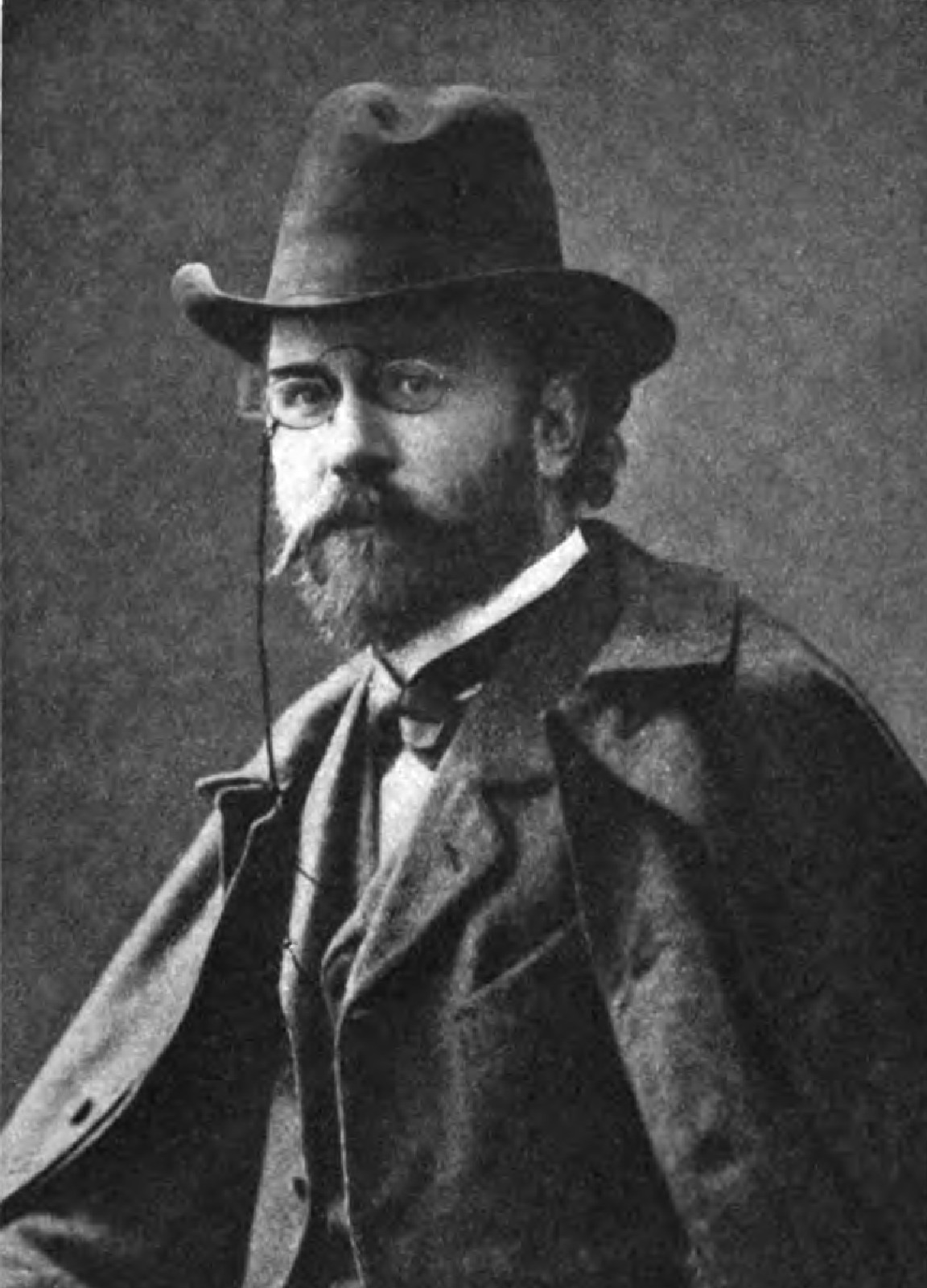
Hanns von Gumppenberg, um 1900

1898 gründeten die jungen Publizisten Hanns von Gumppenberg und Edgar Steiger die Gruppe Die Maultrommel. Diese traf sich häufiger im Hinterzimmer eines Lokals in der Steigerstraße.
Weitere Mitglieder waren die Schriftsteller Ernst von Wolzogen und Hermann Uhde-Bernays, der Maler Alfred Kubin, die darüber auch in ihren Erinnerungen berichteten, der Musikschriftsteller und Komponist Otto Vrieslander und weitere junge Literaten und Künstler.

„Wir kamen da in gemietetem Sonderlokal zusammen, schrieben allerlei Themen auf Zettel und losten eines davon aus, das dann von den Poeten straks in Versen, von den bildenden Künstlern aber zeichnerisch behandelt wurde, alles binnen weniger Minuten. Waren die Verse fertig, so setzten sich die anwesenden Komponisten eilig ans Klavier und extemporierten nicht minder behend die Vertonung der Elaborate und gleichzeitig auch schon deren gesangliche Widergabe. Es entstand viel guter Spass bei dieser genialisch beschleunigten Produktion.“

Die Gruppe bestand wahrscheinlich nur kurze Zeit.